# Тарнавка (Львовская область)
Тарнавка (укр. Тарнавка) — село в Хыровской городской общине Самборского района Львовской области Украины.
Население по переписи 2001 года составляло 212 человек. Занимает площадь 0,24 км². Почтовый индекс — 82055. Телефонный код — 3238.